# The Unbearable Weight of Massive Talent
The Unbearable Weight of Massive Talent is een Amerikaanse actiekomedie uit 2022, geregisseerd door Tom Gormican, die samen met Kevin Etten ook het scenario schreef. Nicolas Cage speelt een fictieve versie van zichzelf. Andere rollen worden vertolkt door onder anderen Pedro Pascal, Sharon Horgan, Ike Barinholtz, Alessandra Mastronardi, Jacob Scipio, Neil Patrick Harris, Tiffany Haddish en Caroline Boulton.
De film ging op 12 maart 2022 in première tijdens South by Southwest en verscheen op 22 april 2022 in de Amerikaanse bioscopen via Lionsgate. De ontvangst was overwegend positief; met name het samenspel tussen Cage en Pascal werd geprezen. De opbrengst bedroeg 29 miljoen dollar, tegenover een budget van 30 miljoen dollar.

## Verhaal
Acteur Nick Cage zit in een carrièredip en overweegt te stoppen met acteren. Wanneer hij een aanbod van één miljoen dollar krijgt om op het verjaardagsfeest van miljardair en superfan Javi Gutiérrez op Mallorca te verschijnen, accepteert hij met tegenzin.
Eenmaal aangekomen blijkt Javi niet alleen een bewonderaar, maar ook een enthousiast scriptschrijver. De twee ontwikkelen een onverwachte vriendschap, mede dankzij hun gedeelde liefde voor film. Ondertussen wordt Cage benaderd door CIA-agenten, die vermoeden dat Javi betrokken is bij een ontvoering en wapenhandel.
Cage raakt verstrikt tussen zijn nieuwe vriendschap en zijn rol in het CIA-onderzoek. Als blijkt dat Javi’s neef Lucas de echte crimineel is, werken de twee samen om de ontvoerde meisjes, onder wie Cages dochter, te redden. Uiteindelijk leidt hun avontuur tot een verfilming van hun belevenissen, waarmee Cage zijn carrière en relatie met zijn gezin nieuw leven inblaast.

## Rolverdeling
| Acteur                 | Personage              | Omschrijving                                                       |
| ---------------------- | ---------------------- | ------------------------------------------------------------------ |
| Nicolas Cage           | Nick Cage / Nicky Cage | Fictieve versie van zichzelf en hallucinatie van zijn jongere zelf |
| Pedro Pascal           | Javi Gutiérrez         | Miljardair en superfan van Cage                                    |
| Sharon Horgan          | Olivia Henson          | Ex-vrouw van Nick                                                  |
| Sheen Lily Mo          | Addy Cage              | Dochter van Nick                                                   |
| Tiffany Haddish        | Vivian Etten           | CIA-agent en partner van Martin                                    |
| Ike Barinholtz         | Martin Etten           | CIA-agent en partner van Vivian                                    |
| Alessandra Mastronardi | Gabriela Lucchesi      | Assistent van Javi                                                 |
| Paco León              | Lucas Gutiérrez        | Neef van Javi en wapenhandelaar                                    |
| Jacob Scipio           | Carlos                 | Handlanger van Lucas                                               |
| Neil Patrick Harris    | Richard Fink           | Agent van Nick                                                     |
| Katrin Vankova         | María Delgado          | Ontvoerd slachtoffer                                               |
| David Gordon Green     | Zichzelf               | Regisseur die Nick geen rol geeft                                  |
| Demi Moore             | “Olivia Cage”          | Fictieve ex-vrouw van Nick in de film                              |
| Joanna Bobin           | Cheryl                 | Therapeute van Nick                                                |

## Productie
Cage sloeg de rol aanvankelijk meerdere keren af, maar ging alsnog akkoord na een persoonlijke brief van regisseur Gormican. Lionsgate verwierf de rechten in november 2019. De opnames vonden plaats van oktober tot november 2020, voornamelijk in Hongarije en Kroatië. De filmmuziek werd gecomponeerd door Mark Isham.

## Ontvangst
De film bracht wereldwijd 29,1 miljoen dollar op. In de openingsweekend in de VS behaalde de film 7,1 miljoen dollar. Critici prezen vooral het spel en de chemie van Cage en Pascal. Op Rotten Tomatoes scoorde de film 87%, en op Metacritic kreeg hij een score van 68/100.